# Petit lac Buade
Petit lac Buade är en sjö i Kanada.   Den ligger i regionen Saguenay–Lac-Saint-Jean och provinsen Québec, i den östra delen av landet, 400 km norr om huvudstaden Ottawa. Petit lac Buade ligger 408 meter över havet. Arean är 2,2 kvadratkilometer. Den ligger vid sjöarna  Lac de la Voûte Lac des Épervières och Lac Saint-Nom. Den sträcker sig 3,7 kilometer i nord-sydlig riktning, och 3,6 kilometer i öst-västlig riktning.
I omgivningarna runt Petit lac Buade växer i huvudsak barrskog. Trakten runt Petit lac Buade är nära nog obefolkad, med mindre än två invånare per kvadratkilometer.